# OpenEEG
OpenEEG es un proyecto de hardware libre que intenta construir un electroencefalógrafo de bajo coste para practicar el entrenamiento mental que hace al alumno consciente de la actividad general en el cerebro. Este método tiene un gran potencial para mejorar muchas capacidades mentales y la exploración de la conciencia. Puede ser utilizado también para hacer experimentos con interfaces cerebro-computadora.